# Misiones franciscanas de Apolobamba

Ubicaciones de las misiones franciscanas con fronteras internacionales actuales. Estas llevan sus nombres fundacionales.

Las Misiones franciscana de Apolobamba fueron reducciones misionales fundadas por la Orden Franciscana en los siglos  en la región amazónica de Bolivia, en el actual departamento de La Paz, al norte del país. Las misiones fueron fundadas en 1680, y colindaban con las Misiones jesuíticas de Moxos y las misiones dominicas de Quetoto y Manique. Otras misiones franciscanas en el territorio actual boliviano incluyeron aquellas en el Chaco boliviano.
La región de Apolobamba se encuentra en las estribaciones andinas orientadas hacia la Amazonía, al norte de la ciudad de La Paz. Su ubicación en una zona de transición geográfica y cultural favoreció un poblamiento multiétnico a lo largo de su historia, lo cual se refleja en la diversidad de topónimos presentes en la región, con orígenes aymaras, quechuas, españoles y de pueblos indígenas como los lecos y los tacanas. La mezcla de diversas etnias dentro de las misiones favoreció la creación de una nueva identidad: la apolista del siglo XIX, o la apoleña de hoy.

## Historia

### Orígenes indígenas y coloniales
Diversas etnias habitaron históricamente la región de Apolobamba. Numerosos hallazgos arqueológicos, como caminos, fortalezas (entre elllas la de Ixiamas), minas y cerámica, evidencian la presencia incaica en la zona. Durante el periodo del Imperio incaico, el Alto Beni, desde el río Carabaya hasta la confluencia de los ríos Tuichi y Beni, fue integrado en la denominada "provincia de los chunchos". Según fuentes históricas, esta incorporación se habría logrado principalmente a través de presentes, halagos y dádivas, más que por medio de una conquista militar.
La Orden Franciscana, fundada por Francisco de Asís en 1209, llegó a América en el siglo XVI. En el territorio de Charcas, los franciscanos establecieron rápidamente conventos en ciudades importantes como La Plata (1540), Potosí (1547) y La Paz (1549), y se organizaron en provincias, entre las cuales se destacó la provincia de San Antonio de los Charcas. A la llegada de los primeros conquistadores españoles, los pueblos indígenas de Apolobamba intentaron establecer relaciones diplomáticas similares a las mantenidas con el Imperio incaico, ofreciéndoles plumas y mujeres como muestra de respeto. Sin embargo, estos intentos no prosperaron. Con la consolidación del dominio español y la llegada posterior de los misioneros, se impuso una nueva política territorial. El enfoque español, marcado por la cartografía colonial, instauró una frontera cerrada o de exclusión, a la vez que fomentó la migración andina hacia Apolobamba.

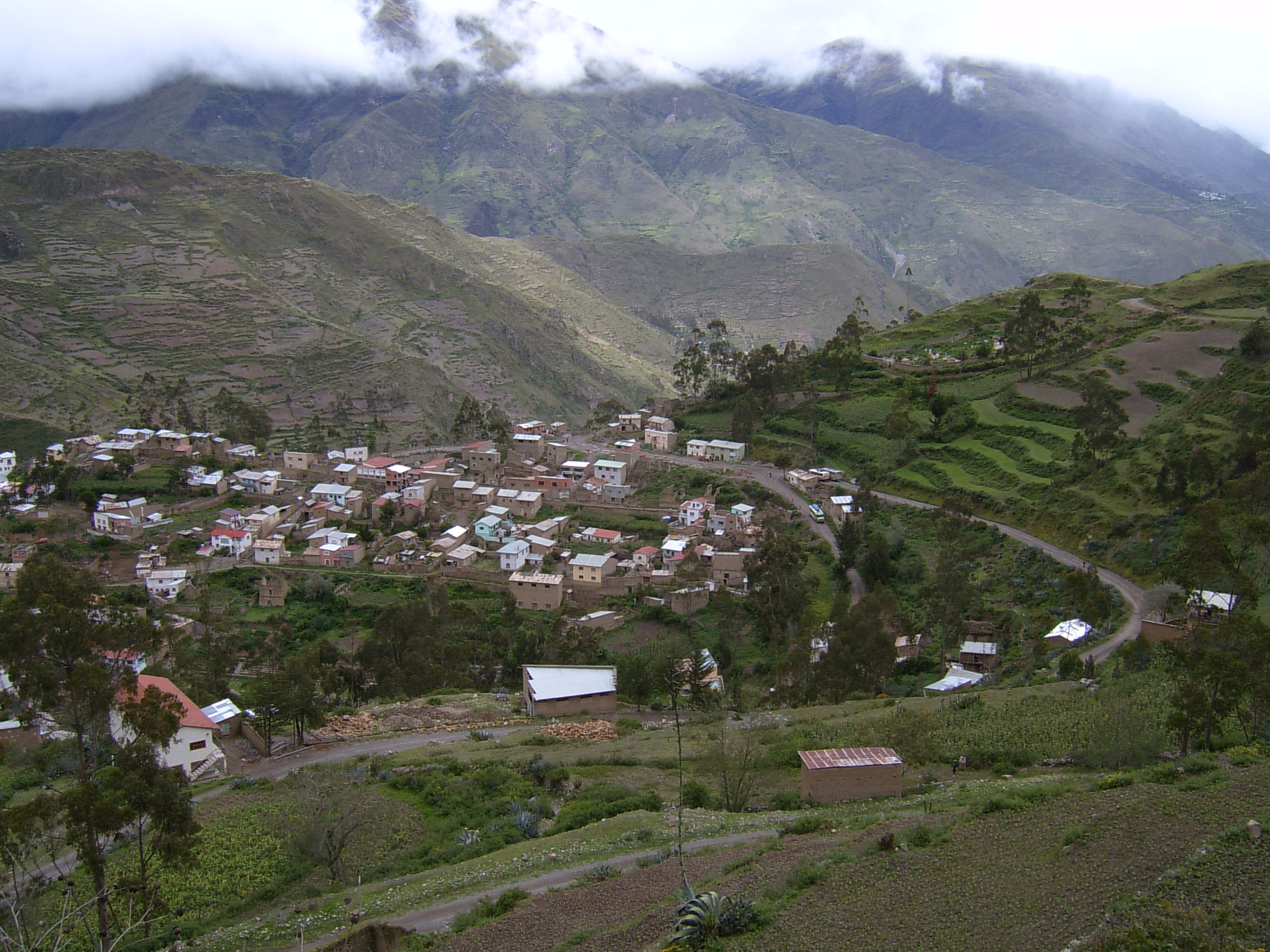
Vista del pueblo actual de Charazani, por donde entraron los franciscanos hacia Apolobamba.

Durante el siglo XVI se realizaron las primeras incursiones españolas en la región a través de las cabeceras de los valles de Pelechuco y Charazani, siguiendo antiguos caminos incaicos. Tras varios intentos fallidos de conquista, estas zonas se convirtieron en espacios de repliegue, donde los indígenas del valle del Tuichi acudían para negociar la paz con los españoles.

### Primeras incursiones
Entre 1615 y 1680, los religiosos agustinos realizaron los primeros intentos reduccionistas en la región de Apolobamba. No obstante, fue con la llegada de la Orden Franciscana de San Antonio de los Charcas que se implementó un plan sistemático para concentrar a los indígenas no sometidos en centros misionales.
En 1615, el gobernador de Tipuani, Pedro de Legui Urquiza, recibió autorización para explorar una ruta que facilitara la comunicación con las tierras bajas. Aunque decidió no seguir el antiguo camino inca utilizado por los ejércitos del Tahuantinsuyo, emprendió su expedición en junio de ese año con 165 hombres y tres religiosos agustinos, ingresando por Larecaja y abriendo paso con grandes dificultades hasta el valle de Apolobamba, donde fundó la localidad de Nuestra Señora de Guadalupe (actual Apolo) el 10 de agosto de 1615. Si bien logró establecer esta ruta, los resultados fueron limitados.
Años más tarde, ante noticias sobre el hallazgo del camino inca que partía de Suri y Camata, realizó un nuevo intento. Esta ruta cruzaba por las cercanías de Atén, Altuncama, Apolo y llegaba hasta San José de Uchupiamonas, y contaba con fortines defensivos en las zonas altas de la pampa. En 1618, los primeros frailes agustinos navegaron el río Mapiri con el objetivo de fundar una misión entre los pueblos de lengua leco, a unas diez o doce leguas de Apolo. Las misiones agustinas en la región operaban desde tres pueblos de españoles habitados por aymaras de tierras altas: Consata, Chiñijo y Ucumani. Consata y Chiñijo, separados por unos 145 km, servían como puntos de partida de rutas hacia el río Mapiri.
En 1670, Gabriel González emprendió una expedición en busca del mítico Paitití, descendiendo por los ríos con su grupo, aunque sin éxito, lo que motivó su regreso a Mojos. En la expedición participó como capellán el padre José Váscones, quien, junto a otros religiosos, aprovechó la información obtenida sobre pasos y caminos para iniciar posteriormente la labor evangelizadora. Desde 1621, los franciscanos recopilaron y estudiaron estas noticias como parte de su preparación para el posterior asentamiento definitivo en Apolobamba.

### Desarrollo
La historia misional franciscana de Apolobamba se divide en dos períodos, siendo el primero desde 1680 hasta mediados del siglo XVIII. Durante esta etapa se fundaron la mayoría de las misiones franciscanas, lo que permitió el avance de la frontera colonial y el establecimiento de relaciones con los grupos indígenas de la región. El segundo período abarca desde la segunda mitad del siglo XVIII hasta 1808, durante el cual las misiones franciscanas entraron en un progresivo declive, marcado por el desinterés y las presiones ejercidas por sectores ilustrados y autoridades gubernamentales.
La labor misionera de la Orden Franciscana de San Antonio de los Charcas en Apolobamba se inició alrededor de 1671 y continuó con distintas etapas hasta 1751, año en que la región pasó a depender del Colegio Franciscano de Tarija. A éste colegio se le entregaron en 1796 las misiones de Cavinas, Mapiri y Pacahuaras.
En 1680, cuatro religiosos de la Orden de San Antonio de los Charcas, Bartolomé Zumeta, Francisco Corso, Andrés de Castro y Pedro de la Peña, junto al párroco de Sandia, Antonio Camargo, ingresaron al territorio de los araonas, donde vivieron durante dos años y fundaron el pueblo de Santa Bárbara. Una de las rutas más efectivas para el ingreso misionero fue la de Apolobamba, organizada desde el Obispado de La Paz, en contraste con la vía de Carabaya, impulsada por el Obispado del Cuzco. Esta diferencia generó tensiones entre ambas jurisdicciones eclesiásticas. Entre los primeros misioneros que accedieron por esta vía destacan fray Francisco Cortez y sus acompañantes.

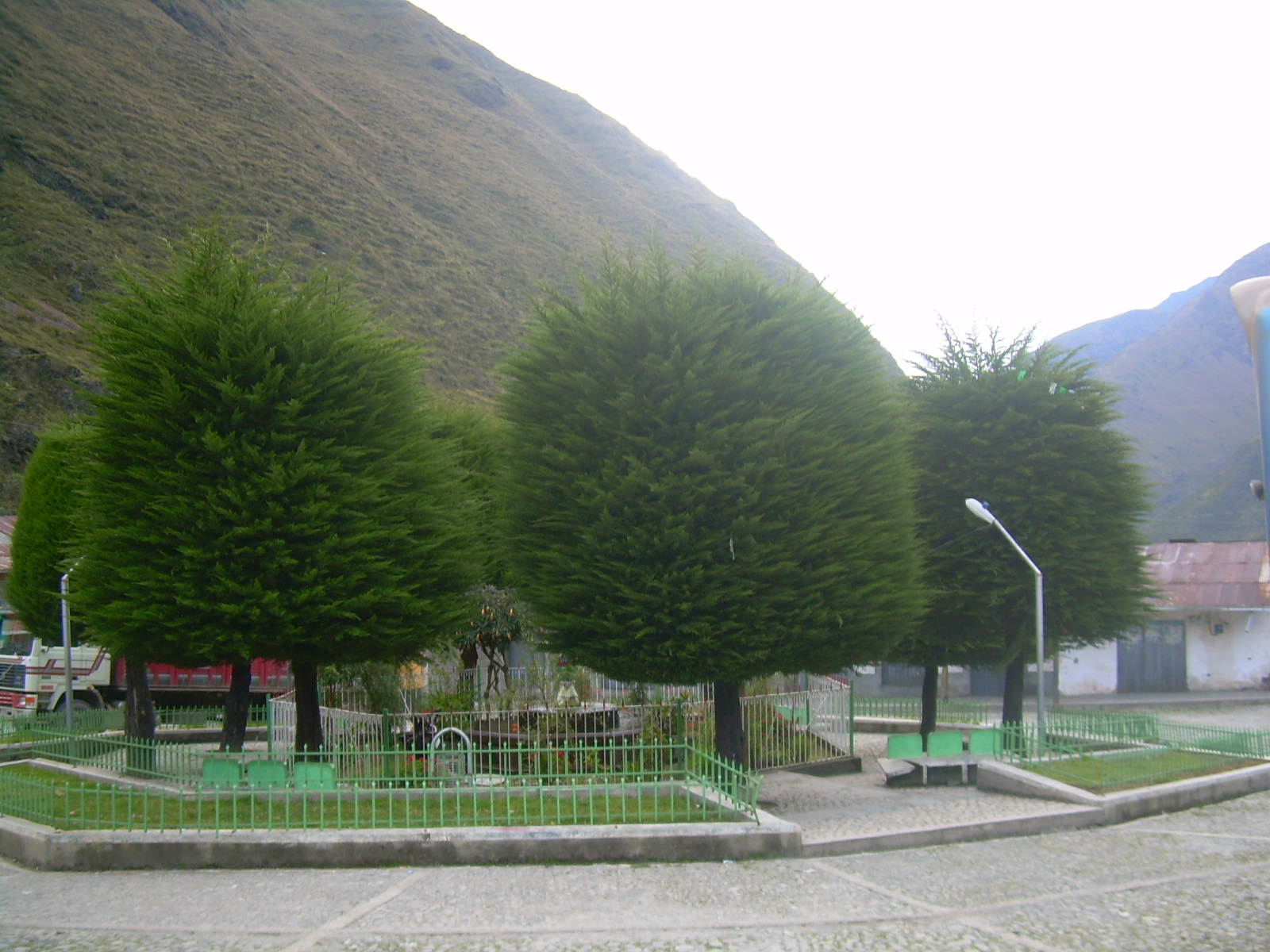
Plaza principal de Pelechuco.

La base económica de las misiones se fortaleció con la permuta del curato eclesiástica de San Pedro, cercano a la ciudad de La Paz, en 1686, que otorgó a los franciscanos el control de los curatos de Charazani y Pelechuco. Esto permitió atender las necesidades materiales de la labor misionera y asumir la responsabilidad de las misiones en la región apolista. A partir de entonces, los franciscanos emprendieron expediciones desde Charazani y Pelechuco hacia el valle de Apolobamba, donde, entre 1680 y 1721, fundaron numerosas misiones y pueblos, extendiendo su presencia hasta Ixiamas y los ríos Madidi y Madre de Dios. La quebrada de Pelechuco, anejo del pueblo de Charazani, fue la vía de ingreso utilizada por los franciscanos para establecer un conjunto de misiones que tuvieron a Apolobamba como eje central y punto de partida.
A mediados del siglo XVIII, algunas misiones franciscanas en Apolobamba fueron abandonadas debido a la fuga constante de neófitos y a las presiones de las autoridades civiles, quienes criticaban la pobreza de estas misiones en comparación con las misiones jesuíticas de Moxos y sugerían su anexión. No obstante, durante ese periodo se censaron más de dos mil indígenas bautizados en las misiones franciscanas, concentrándose más de la mitad en Tumupasa, Uchupiamonas e Ixiamas, al norte del río Tuichi. Estas misiones presentaban un mayor poblamiento, ya que acogían a indígenas toromonas y pacahuaras capturados en el norte de la región. En 1782, las misiones franciscanas de Apolobamba pasaron a depender de la Intendencia de La Paz. A partir de entonces, la administración colonial intentó imponer el cobro del tributo a los indígenas con el objetivo de apropiarse del excedente generado por su trabajo, hasta entonces gestionado por los religiosos. Aunque los franciscanos se opusieron a esta medida, los oficiales reales justificaron la decisión argumentando la riqueza de la región. Finalmente, el tributo fue implementado, aunque se recaudó en productos en lugar de dinero.
A principios del siglo XIX se inició una crisis en las misiones de Apolobamba, marcada por el cambio de provincia franciscana de la que dependían estas misiones, a la secularización de algunas en 1808 y a las guerras de independencia hispanoamericanas. En 1814, durante la Guerra de la Independencia, Apolobamba, y especialmente la misión de Atén, fue escenario de enfrentamientos entre fuerzas realistas y patriotas. El sacerdote Ildefonso de las Muñecas se refugió en esta región, y cuando el ejército realista dirigido por Agustín Gamarra intentó restablecer el control, fue resistido por Santos Pariamo y un pequeño grupo de pobladores locales.
Alrededor de la misma época, la acción misionera de los franciscanos de la Provincia de Charcas había llegado a sus límites, y muchas de las antiguas misiones de la región, como Pata, Santa Cruz, San José, Tumupasa, Ixiamas, Apolo y Atén, fueron transformadas en curatos, perdiendo su estatus original. Solo Cavinas y la misión de los pacaguaras conservaron el título de "misiones". Esta transformación implicó cambios importantes tanto en el régimen de gobierno como en el sistema económico. Tras la conversión de las antiguas misiones en curatos, sus poblaciones indígenas quedaron sujetas al tributo o contribución indigenal, salvo en el caso de Cavinas. Este tributo era recaudado por los alcaldes locales y los corregidores.

### Época republicana
Como consecuencia de la independencia de Bolivia y los otros países hispanoamericanos, el territorio del Apolobamba colonial y sus límites fueron fijados por el decreto de 23 de enero de 1826, durante el gobierno de Antonio José de Sucre. Fue así que, con el nombre de provincia de Caupolicán, se establecieron los márgenes de esta nueva unidad administrativa. Los franciscanos regresaron a la región y las misiones siguieron su desarrollo a lo largo del siglo XIX, aunque en condiciones precarias.
Hacia finales del siglo XIX, los franciscanos lograron una amplia presencia en los llamados territorios de colonización, ganándose la confianza de los indígenas, quienes buscaban refugio en las reducciones, no tanto por voluntad propia, sino más bien como una estrategia de supervivencia ante las incursiones cada vez más agresivas y violentas de civiles que, para entonces, contaban con el respaldo del Estado. Durante esta época, los misioneros enfrentaron como principal desafío la creciente presión sobre los indígenas, quienes eran reclutados como mano de obra para la explotación de los bosques de quina en la provincia de Larecaja, al sur de las misiones. De hecho, en la región de Apolobamba, los franciscanos intentaron proteger a los indígenas contra la política de enganche forzoso de mano de obra impuesta por los comerciantes de caucho.

## Misiones
A continuación se encuentra una lista de las misiones franciscanas fundadas en Apolobamba, junto a su año de fundación:
| Misión                                      | Año de fundación | Fundador/es                          |
| ------------------------------------------- | ---------------- | ------------------------------------ |
| San Pedro de Alcántara de Araonas           | 1677             |                                      |
| San Juan de Buenavista (Pata)               | 1680             | Nicolás Diaz Diego Diaz Juan Treviño |
| Inmaculada Concepción de Apolo o Apolobamba | 1690             |                                      |
| Nuestra Señora de Guadalupe                 | 1696             |                                      |
| San José de Uchupiamonas                    | 1716             |                                      |
| Santa Cruz del Valle Ameno                  | 1716             | Esteban Arámburo                     |
| Santísima Trinidad de Yariapu o Tumupasa    | 1718             |                                      |
| San Antonio de Isiamas                      | 1721             |                                      |
| San Antonio de Aten                         | 1736             |                                      |
| San Juan de Sahagún de Mojos                | 1740             |                                      |
| El Nombre de Jesús de Cavinas               | 1785             |                                      |
| San Francisco de Mosetenes                  | 1791             |                                      |
| Santiago de Guacanaga o Pacaguaras          | 1795             | José Pérez Reynante                  |
| San Buenaventura de Chiriguas               |                  |                                      |
| Nuestra Señora del Carmen de Toromonas      | 1805             |                                      |
| San Miguel de Muchanes                      | 1807             |                                      |
| Santa Ana de Mosetenes                      | 1815             |                                      |
| Inmaculada Concepción de Covendo            | 1838/1842        |                                      |

Cabe señalar que resulta complejo establecer una cronología precisa de las fundaciones franciscanas en Apolobamba, ya que varias misiones se construyeron sobre asentamientos previamente establecidos por los agustinos y muchas de ellas cambiaron de ubicación con el tiempo. Varias misiones trasladaron sus ubicaciones en distintos momentos debido a epidemias como el sarampión o a incendios que destruyeron los asentamientos. Esto explica la variedad de fechas de fundación que aparece en diferentes fuentes. A principios del siglo XX, las misiones franciscanas eran las siguientes: Muchanes, Covendo, Santa Ana, Ixiamas, Tumupasa, San José de Uchupiamonas y Cavinas.

## Estilo de vida
En las misiones franciscanas de Bolivia se estableció un régimen de vida uniforme, con normas comunes en los ámbitos laboral, económico y educativo. Durante los primeros años de evangelización, la provincia de San Antonio de los Charcas designó un procurador encargado de recorrer ciudades del Perú y Bolivia para gestionar recursos destinados a las misiones. Con dichos fondos se adquirieron frutales, semillas y animales para fomentar la agricultura y el trabajo en las tierras. Este modelo fue aplicado de forma consistente entre 1650 y 1751, y continuó, con variaciones, hasta 1820. Tras la restauración de los colegios, se impulsó la enseñanza de artes y oficios, y las escuelas profesionales formaron especialistas valorados en sus comunidades.
La instrucción catequética en las misiones franciscanas de Apolobamba seguía una rutina estructurada. Cada día, al toque de campana a las cinco de la mañana, los habitantes se congregaban frente al templo, con los hombres a la derecha y las mujeres a la izquierda. Se repasaba diariamente parte del Catecismo y el misionero explicaba un misterio de la fe durante aproximadamente 20 a 30 minutos. Las sesiones concluían con cánticos religiosos y la celebración de la Eucaristía, que finalizaba con el canto "Alabado sea el Santísimo". Por la tarde, los solteros recitaban la Doctrina cristiana y rezaban el Santo Rosario. Los jueves y días festivos, toda la comunidad participaba desde las seis de la mañana en el repaso y canto de la doctrina.

## Actividades económicas

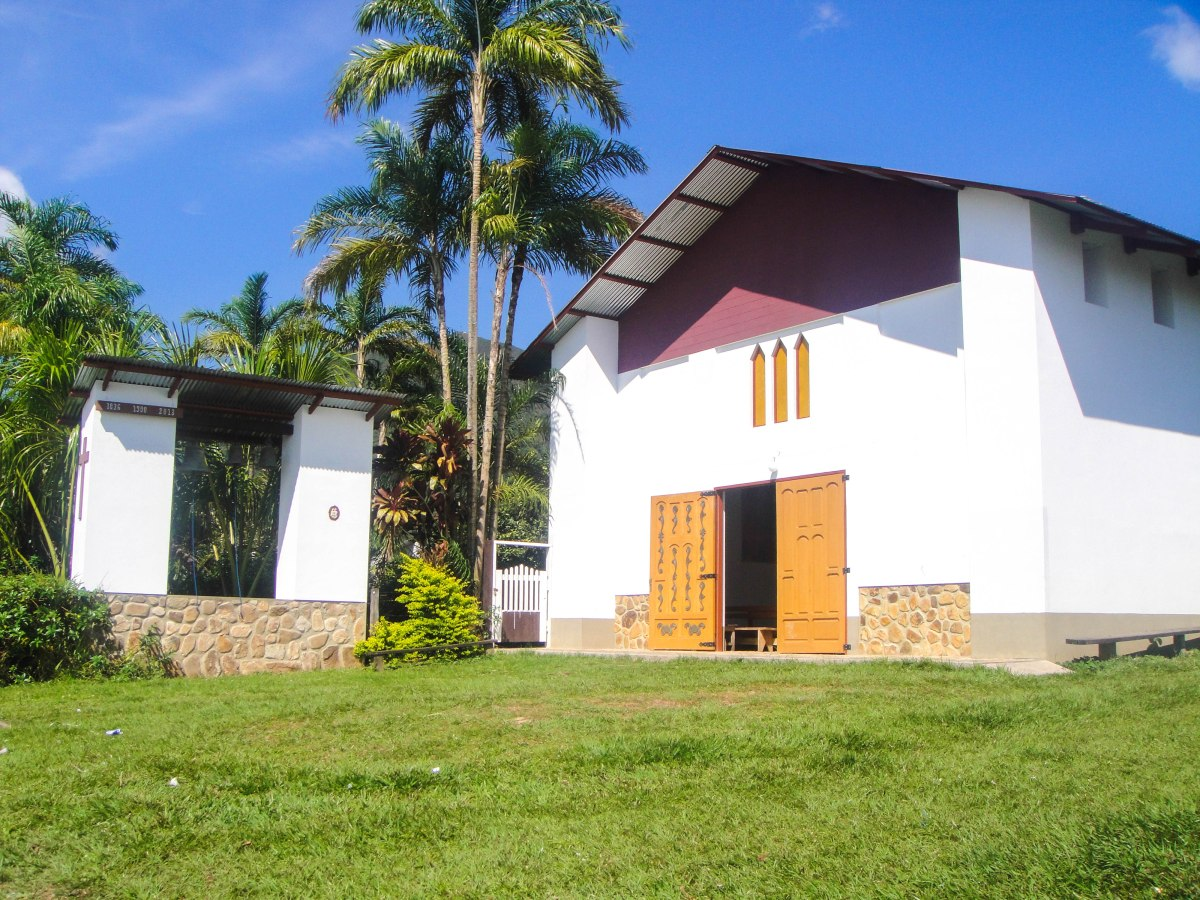
Iglesia Santísima Trinidad de la localidad de Tumupasa.

Durante la época colonial, Apolobamba se integró al mercado regional mediante la producción de bienes con demanda en los centros urbanos. Entre los principales productos se encontraban el cacao y el chocolate, considerados los más prometedores, seguidos por el tabaco y los tejidos de algodón. También se exportaban arroz, maní, tamarindos, palillos, cera y coca, esta última aprovechada comercialmente debido a que no formaba parte del consumo habitual de los indígenas. Los productos eran enviados a través de la procuración franciscana de Pelechuco hacia ciudades como Arequipa, Cuzco y La Paz. En la región existía además una producción artesanal de textiles, plumería, pieles y objetos de madera y paja, destacada en pueblos como San José de Uchupiamonas, Tumupasa e Ixiamas. Aunque se reconocía el potencial productivo de Apolobamba, no se disponen de cifras precisas sobre el volumen comercializado.